# Баилово
Баилово (азерб. Bayıl) — посёлок в составе Сабаильского района города Баку Азербайджанской Республики.

## История
В 1235 году ширваншахом Фарибурзом III на одном из островов Баиловской бухты были построены укрепления, названные впоследствии Сабаильским замком. Его также называли Шахри Саба, Шахри нау, подводным городом, караван-сараем, баиловскими камнями.
В 1858 году был составлен «План выгонных земель на Баиловом мысе для постройки адмиралтейства и под огороды морских чинов, долженствовавшие быть населенными на Баилове, согласно плану, представленному командиром порта».
В том же году на территории, отведённой Морскому ведомству, началось строительство. За короткое время стали вырисовываться общие контуры адмиралтейства и порта, а также формы кварталов, разбитые непосредственно за чертой военного поселения. Этим было положено начало образованию самостоятельного военно-административного и жилого района города. Образовалась планировка Баилова с четкой дифференциацией его основных частей — порта с адмиралтейством, административно-общественной зоны и селитебной территории с офицерскими и матросскими кварталами.
«Генеральный план расположения зданий строящегося Бакинского порта на Баиловом мысе» от 6 апреля 1863 года фиксировал существовавшую ситуацию нового поселения. В нём была предварительно разработана планировка территории, отведённой Морскому ведомству для целого района с учётом определения места порта, кварталов, предназначенных для застройки сооружениями общественно-бытового и жилого назначения, а также для инженерных сооружений.
В 1867 году в связи с понижением уровня воды на Волге из Астрахани в Баку была переведена главная база русской Каспийской флотилии и Астраханское адмиралтейство.
6 мая 1868 года на Баиловом мысе в присутствии Великого князя Алексея Александровича Романова была заложена пятиглавая церковь. Освящение церкви, получившей название Морской (портовой), а позже Баиловского военного собора, было проведено 28 ноября 1871 года. Против собора был разбит сквер, получивший название Адмиралтейского.
«Генеральный план местности, отведенной Морскому ведомству с показаниями сооружений Бакинского порта за 1880 год» предусматривал освоение площади около 4 км², включая и район Биби-Эйбата. По новому плану территория Морского ведомства была дифференцирована на селитебную и общественную зоны, а также места для садоводства.
Первые жилые кварталы в Баилово образовывались вдоль паломнической дороги, проходящей по Баиловскому мысу и ведущей к мечети в Шихово. Образование Чёрного города и открытие нефтяных промыслов в районе Биби-Эйбата стимулировало расширение Баилово в сторону Баку. На рубеже 1870—1880 годов паломническая дорога приобрела промышленное значение. По ней стали перевозить нефть с промыслов Биби-Эйбата на заводскую территорию в Чёрном городе. В обратном направлении везли строительные материалы и промысловое оборудование. У дороги появились ряды закусочных, чайных и лавок для рабочих и мелких служащих, связанных с промыслами.
К концу XIX века селитебная часть заняла крутые склоны и развилась в сторону города, который вышел за границы своих земель и слился с прилегающими районами, при этом центр Баилова сохранился в районе порта.
Несмотря на активную застройку в сторону Баку и экономическую связь со столицей, Баилово вплоть до 1912 года оставался самостоятельным морским посёлком.

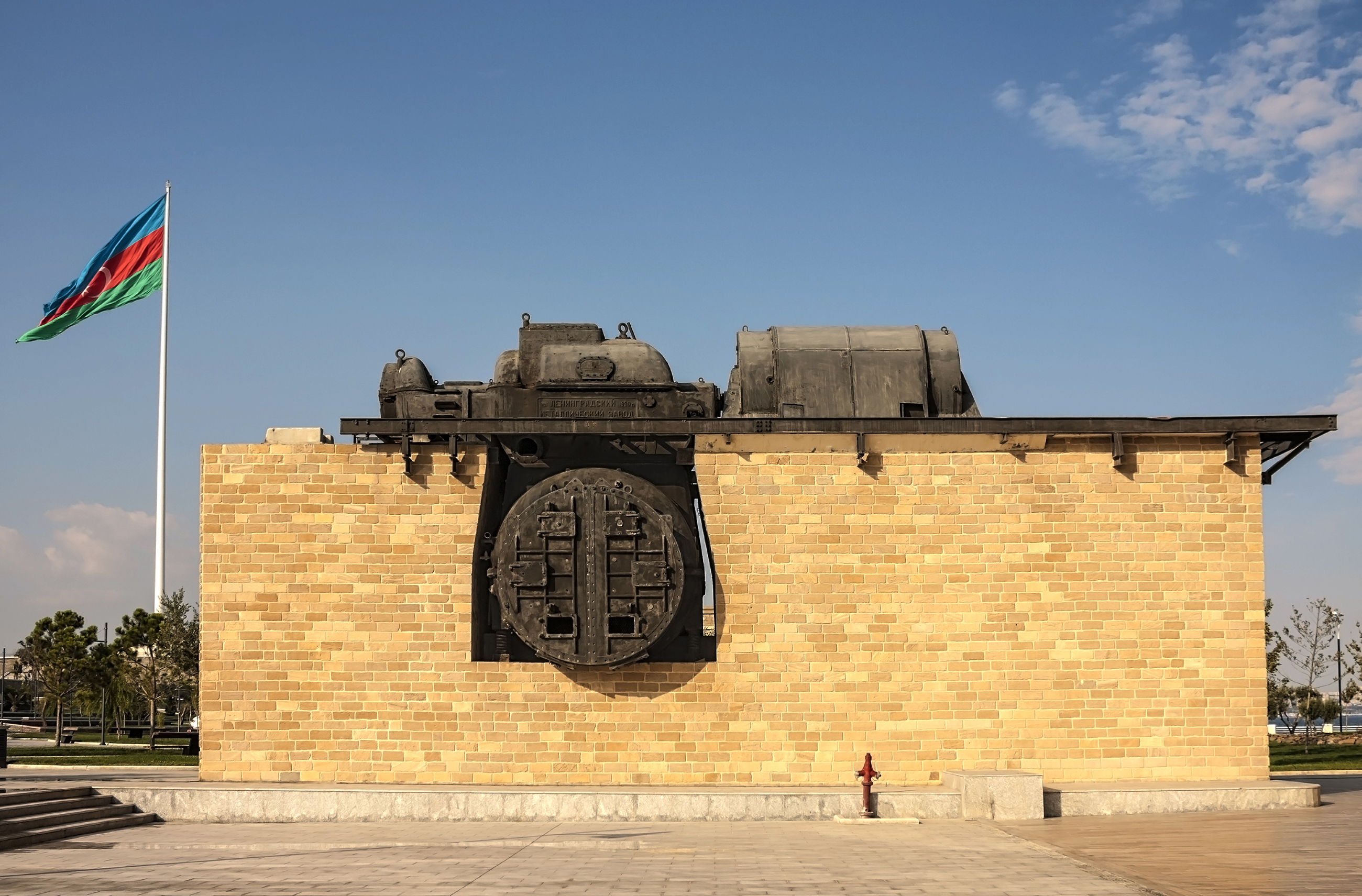
Экспонат силовой энергоустановки ГРЭС имени Красина

В 1901 году на Баиловском мысе была построена Биби-Эйбатская электростанция для энергоснабжения нефтяных промыслов. Мощность электростанции составляла 2000 л. с. Строительство электростанции осуществлялось акционерным обществом «Электрическая сила» во главе с Робертом Классоном.
После Октябрьской революции, в 1920 году станция была национализирована наряду со станцией в Белом городе. Согласно плану ГОЭЛРО предусматривалась сдача в эксплуатацию новых турбоагрегатов, реконструкция существовавших энергетических мощностей и перевод электростанций на газовое топливо. В 1940-е годы на ГРЭС были введены в строй новые энергетические мощности.
В 1958 году в Баилово был перенесён Бакинский зоопарк, где располагался вплоть до середины 1970-х годов, когда произошёл сильный оползень, во время которого погибли сбежавший лев, а также медведь, раздавленный упавшей клеткой.

## Достопримечательности
- Руины Сабаильского замка. Крепость, вероятно, была разрушена землетрясением, и много веков скрыта под водой. После падения уровня воды обнаружена российским востоковедом Березиным И. Н. Замок до недавнего[какого?] времени полностью находился под водой и отстоял от берега на расстоянии около 350 м[1][15].
- Площадь государственного флага[16].
- Основная база Военно-морских сил Азербайджана[4][16].
- Бюст трижды Героя Социалистического Труда, генерал-полковника инженерно-технической службы Ванникова Бориса Львовича.
- Баиловская тюрьма построенная в 1888 году[17], ныне[когда?]

 снесена.
- Парк имени Гафура Мамедова (Баиловский сад), реконструированный в 2011 году.
- Музей каменной летописи.